# Zgornje selce
Zgornje Selce so naselje v Občini Šentjur.